# Arnhem Falcons 2020
Questa voce raccoglie le informazioni riguardanti gli Arnhem Falcons nelle competizioni ufficiali della stagione 2020.

## Eredivisie 2020

### Stagione regolare
| 16 febbraio 2020 1ª giornata | Arnhem Falcons | 7 – 21 | Lelystad Commanders |  |

| 23 febbraio 2020 2ª giornata | Arnhem Falcons | 27 – 18 | Amsterdam Crusaders |  |

| 14 marzo 2020 3ª giornata | 010 Trojans | - – - | Arnhem Falcons |  |

| 28 marzo 2020 5ª giornata | Groningen Giants | - – - | Arnhem Falcons |  |

| 4 aprile 2020 6ª giornata | Arnhem Falcons | - – - | Hilversum Hurricanes |  |

| 19 aprile 2020 7ª giornata | Arnhem Falcons | - – - | Utrecht Dominators |  |

| 3 maggio 2020 9ª giornata | Flevo Phantoms | - – - | Arnhem Falcons |  |

| 17 maggio 2020 10ª giornata | Amsterdam Crusaders | - – - | Arnhem Falcons |  |

| 23-24 maggio 2020 11ª giornata | Arnhem Falcons | - – - | Groningen Giants |  |

| 7 giugno 2020 12ª giornata | Utrecht Dominators | - – - | Arnhem Falcons |  |

## Statistiche di squadra
| Competizione      | %Vittorie | In casa | In casa | In casa | In casa | In casa | In casa | In trasferta | In trasferta | In trasferta | In trasferta | In trasferta | In trasferta | Totale | Totale | Totale | Totale | Totale | Totale |
| Competizione      | %Vittorie | G       | V       | N       | P       | Pf      | Ps      | G            | V            | N            | P            | Pf           | Ps           | G      | V      | N      | P      | Pf     | Ps     |
| ----------------- | --------- | ------- | ------- | ------- | ------- | ------- | ------- | ------------ | ------------ | ------------ | ------------ | ------------ | ------------ | ------ | ------ | ------ | ------ | ------ | ------ |
| Stagione regolare | .500      | 2       | 1       | 0       | 1       | 34      | 39      | 0            | 0            | 0            | 0            | 0            | 0            | 2      | 1      | 0      | 1      | 34     | 39     |
| Totale            | .500      | 2       | 1       | 0       | 1       | 34      | 39      | 0            | 0            | 0            | 0            | 0            | 0            | 2      | 1      | 0      | 1      | 34     | 39     |